# Średniogórze Północnowęgierskie
Średniogórze Północnowęgierskie (517.2-5) – makroregion na Węgrzech i Słowacji, w Wewnętrznych Karpatach Zachodnich. Zaliczają się do niego:
- 517.2 Góry Bukowe
- 517.3 góry Mátra
- 517.4 góry Czerhat
- 517.5 góry Börzsöny.